# Nukleon
Nukleon (af latin: nucleus, kerne) er en fællesbetegnelse for atomkerners bestanddele, dvs. både protoner og neutroner. Neutroner er elektrisk neutrale partikler, og protoner er positivt ladede.
En nuklid er kernen i et atom. Kernen, eller nukliden, består af nukleoner. En nukleon består af 3 kvarker, hvis det er en proton (2*up-kvarker + 1* down-kvark), og hvis det er en neutron (2* down-kvarker og 1* up-kvark). 
Antal protoner i atomens kerne kaldes for atomnummeret eller ladningstallet, og betegnes med Z, mens neutrontallet betegnes med N. Det samlede antal af partikler i kernen, kaldes for massetallet og betegnes med A. Da kernen udelukkende består at protoner og neutroner, må formlen A = Z + N derfor gælde. 
På figuren til højre, er X den kemiske betegnelse, A er antallet nukleoner i kernen og Z er antallet protoner i kernen. Z er også det pågældende grundstofs atomnummer. For at finde antal neutroner i kernen, som betegnes med N, kan beregnes som: N = A – Z.